# Jinchang (Suzhou)
Jinchang (chinesisch 金阊区, Pinyin Jīnchāng Qū) war ein Stadtbezirk im Osten der Volksrepublik China. Er gehörte zum Verwaltungsgebiet der bezirksfreien Stadt Suzhou in der Provinz Jiangsu. Er hatte eine Fläche von 35,7 km² und zählte 370.000  Einwohner (2004). Er war Sitz der Stadtregierung und Stadtzentrum von Suzhou. Im August 2012 wurde er mit zwei weiteren Stadtbezirken Suzhous zu einem neuen Stadtbezirk Gusu (姑苏区) zusammengeschlossen.

## Administrative Gliederung
Auf Gemeindeebene setzte sich der Stadtbezirk aus fünf Straßenvierteln zusammen. 